# べすた
べすた（VESTA）は、東日本フェリーが運航していたフェリー。

## 概要
室蘭 - 八戸航路の開設にあたって、内海造船瀬戸田工場で建造され、1979年10月に就航した。
後に僚船のべらとともに室蘭 - 青森航路に転配されたが、1986年にべえだの就航により、青森 - 函館航路に転配された。
その後、1996年に引退、フィリピンへ売船された。

## 設計
びなす (初代)の改良型で、船型がやや拡大されている。右舷船首部および船尾中央にランプウェイを装備する。
後に東日本フェリーのシンボルとなった黄・橙・赤のレインボーカラーの船体塗装が初めて採用された。

## 船内

### 船室
- 特等室 - 2名×5室、10人
- 1等室 - 100名
- 2等室 - 330名
- ドライバー室 - 50名

### 設備
- レストラン

## 事故・インシデント

### 防波堤への衝突
1994年4月17日、15時5分ごろ、青森港へ向かって出港するため、函館港フェリーターミナル第4バースを離桟する際、フェリーターミナル前面海域で錨泊中の小型タンカー2隻を避けて狭い水域で回頭したところ、強風に圧流され第4バース南東側で築造中の分離堤に衝突した。衝突により本船は右舷船尾の外板に破口を伴う凹損を生じた。事故発生時の天候は晴で、突風を伴う風力7の西北西の風が吹き、海上強風警報が発表されていたが、平均風速は運航基準の制限値以下だった。事故原因は、船長の操船上の安全確認についての配慮が不十分であったこととされた。